# Gottlob Frege
Friedrich Ludwig Gottlob Frege (Wismar, 8 de novembro de 1848 — Bad Kleinen, 26 de julho de 1925) foi um matemático, lógico e filósofo alemão. Trabalhando na fronteira entre a filosofia e a matemática, Frege foi um dos principais criadores da lógica matemática moderna.
Estudou na Universidade de Jena e na Universidade de Göttingen e tornou-se professor de matemática em Jena, onde lecionou inicialmente como docente e, a partir de 1896, como catedrático, onde permaneceu até sua morte. Em 1879 publicou Begriffsschrift (1879) (Ideografia (Ideography) é uma tradução sugerida em carta pelo próprio autor, outra opção seria Notação Conceptual), onde, pela primeira vez, se apresentava um sistema matemático lógico no sentido moderno.
Em parte incompreendido por seus contemporâneos, tanto filósofos como matemáticos, Frege prosseguiu seus estudos e publicou, em 1884, Die Grundlagen der Arithmetik (Os Fundamentos da Aritmética), obra-prima filosófica que, no entanto, sofreu uma demolidora crítica por parte de Georg Cantor, justamente um dos matemáticos cujas ideias se aproximavam mais das suas. Em 1903 publicou o segundo volume de Grundgesetze der Arithmetik (Leis básicas da Aritmética), em que expunha um sistema lógico no qual seu contemporâneo e admirador Bertrand Russell encontrou uma contradição, que ficou conhecida como o paradoxo de Russell. Esse episódio impactou profundamente a vida produtiva de Frege. Segundo Russell, apesar da natureza de suas descobertas marcarem época, sua obra permaneceu na obscuridade até 1903, quando o próprio filósofo e matemático inglês chamou atenção para a relevância dos escritos.
O grande contributo de Frege para a lógica matemática foi a criação de um sistema de representação simbólica (Begriffsschrift, conceitografia ou ideografia) para representar formalmente a estrutura dos enunciados lógicos e suas relações, e a contribuição para a implementação do cálculo dos predicados. Esta parte da decomposição funcional da estrutura interna das frases (em parte substituindo a velha dicotomia sujeito-predicado, herdada da tradição lógica Aristotélica, pela oposição matemática função-argumento) e da articulação do conceito de quantificação (implícito na lógica clássica da generalidade), possibilitou sua manipulação em regras de dedução formal. (As expressões "para todo o x", "existe um x", que denotam operações de quantificação sobre variáveis têm na obra de Frege uma de suas origens).
Ao contrário de Aristóteles, e mesmo de George Boole, que procuravam identificar as formas válidas de argumento, e as assim chamadas "leis do pensamento", a preocupação básica de Frege era a sistematização do raciocínio matemático, ou dito de outra maneira, encontrar uma caracterização precisa do que é uma “demonstração matemática”. Frege havia notado que os matemáticos da época frequentemente cometiam erros em suas demonstrações, supondo assim que certos teoremas estavam demonstrados, quando na verdade não estavam. Para corrigir isso, Frege procurou formalizar as regras de demonstração, iniciando com regras elementares, bem simples, sobre cuja aplicação não houvesse dúvidas. O resultado que revolucionou a lógica foi o desenvolvimento do cálculo de predicados (ou lógica de predicados).

## Sentido e referência em Frege
Segundo Frege, nomes têm tanto sentido quanto referência (alguns nomes não possuem referência, mas, segundo Frege, isso é apenas um erro da linguagem ordinária, e não teria espaço em seu sistema linguístico ideal). A referência de um nome é aquilo que o nome denota, e o sentido é o modo de apresentação do objeto denotado. Frege chegou a essa conclusão ao analisar sentenças de identidade informativa, e.g A=B, onde "A" e "B" possuem uma mesma referência, se não existisse um sentido e os nomes apenas indicassem uma referência, não poderia haver diferença nas sentenças do tipo: A=A e A=B, sendo que A=A é trivial, uma mera consequência da lei de identidade, enquanto A=B é informativa.
Tyler Burge, intérprete de Frege, distingue três noções de sentido na obra de Frege:
1. O modo de apresentação (contendo valor informativo) associado a uma expressão.
2. O determinante da referência/denotação associada à expressão. (O sentido singulariza a referência de um termo singular.)
3. O que providencia entidades a serem denotadas em contextos oblíquos.

## Trabalho como lógico

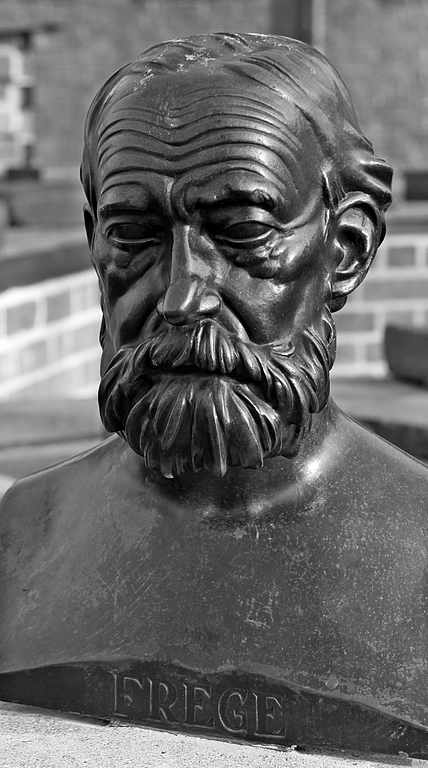
Busto de bronze de Frege na torre de von Wismar

Apesar de sua educação e trabalho inicial terem sido matemáticos, especialmente geométricos, o pensamento de Frege logo se transformou em lógica. Sua obra Begriffsschrift, eine der arithmetischen nachgebildete Formelsprache des reinen Denkens (Halle A / S: Verlag von Nebert Louis, 1879) (Notação Conceitual: Uma Linguagem Formal, decalcada da aritmética, do Pensamento Puro) marcou uma virada na história da lógica. O Begriffsschrift inovou, incluindo um tratamento rigoroso das ideias de funções e variáveis. Frege queria mostrar que a matemática se desenvolve a partir da lógica, mas ao fazê-lo, ele desenvolveu técnicas que o levaram muito além da lógica silogística aristotélica e estoica proposicionais que tinham descido com ele na tradição da lógica.
Com efeito, Frege inventou a lógica de predicados axiomática, em grande parte graças à sua invenção de variáveis quantificadas, que eventualmente tornou-se onipresente na matemática e na lógica, e que resolveu o problema da generalidade múltipla. A lógica anterior tinha lidado com as constantes lógicas e, ou, se ... então ... não, e alguns e todos, mas iterações destas operações, especialmente "alguns" e "todos", foram pouco compreendidas: mesmo a distinção entre um par de frases como "todo menino ama alguma garota" e "alguma menina é amada por todos os meninos" era capaz de ser representado só muito artificialmente, enquanto que o formalismo de Frege não tinha dificuldade em expressar as diferentes leituras de" cada menino ama uma garota que ama algum garoto que ama uma garota" e frases semelhantes, em paralelo completo com seu tratamento de, digamos, "todo menino é tolo".
É frequentemente observado que a lógica de Aristóteles não é capaz de representar até mesmo as inferências mais elementares da geometria de Euclides, mas a "notação conceitual" de Frege pode representar inferências envolvendo afirmações matemáticas indefinidamente complexas. A análise dos conceitos lógicos e a maquinaria de formalização que é essencial para a Principia Mathematica (3 vols., 1910-1913) (por Bertrand Russell, 1872-1970, e Alfred North Whitehead, 1861-1947), a teoria das descrições de Russell, aos teoremas de incompletude de Kurt Gödel (1906-1978) , e a teoria da verdade de Alfred Tarski (1901-1983), é em última análise, devido a Frege. Um dos propósitos declarados de Frege era isolar os princípios genuinamente lógicos de inferência, de modo que na representação adequada da prova matemática, seria sem nenhum apelo a "intuição". Se havia um elemento intuitivo, que era para ser isolado e representado em separado como um axioma: a partir daí, a prova era para ser puramente lógica e sem lacunas. Tendo exposto essa possibilidade, o propósito maior de Frege era defender a visão de que a aritmética é um ramo da lógica, uma visão conhecida como logicismo: ao contrário de geometria, aritmética era para ser mostrada como não ter qualquer base na "intuição", e sem necessidade de  axiomas não-lógicos. Já em 1879, Begriffsschrift mostrou importantes teoremas preliminares, por exemplo, uma forma generalizada da lei de tricotomia, foram obtidos dentro do que Frege entendeu ser a lógica pura.
Esta ideia foi formulada em termos não-simbólico em sua Die Grundlagen der Arithmetik (1884) (Os Fundamentos da Aritmética). Mais tarde, em seu Grundgesetze der Arithmetik (Leis Básicas da Aritmética) (vol. 1, 1893;. Vol 2, 1903) (vol. 2 do que foi publicado, a expensas suas), Frege tentou obter, pelo uso de seu simbolismo, todas as leis da aritmética de axiomas que ele afirmou como lógicas. A maioria destes axiomas foram herdadas do seu Begriffsschrift, embora não sem algumas mudanças significativas. O princípio verdadeiramente novo foi um que ele chamou a Lei Básica V: a "extensão do valor" da função f (x) é a mesma que a "extensão do valor" da função g (x) se e somente se ∀ x [f (x) = g (x)].
Em um episódio famoso, Bertrand Russell escreveu a Frege, assim como o Vol. 2 do Grundgesetze estava prestes a ir para imprensa em 1903, mostrando que o paradoxo de Russell poderia ser derivado da Lei Básica V de Frege. É fácil definir a relação de filiação de um conjunto ou extensão no sistema de Frege; Russell, em seguida, chamou a atenção para "o conjunto de coisas x tais que x não é membro de x". O sistema do Grundgesetze implica que o conjunto, portanto, foi caracterizado tanto é e não é um membro de si mesmo, e é, portanto, inconsistente. Frege escreveu um apressado Apêndice de última hora para o Vol. 2, derivando a contradição e propondo eliminá-la, modificando a Lei Básica V. Frege abriu o Apêndice com o comentário excepcionalmente sincero: "Quase nada mais infeliz pode acontecer a um escritor científico do que ter um dos fundamentos do seu edifício abalado após o trabalho estar terminado. Esta foi a posição que fui colocado por uma carta do Sr. Bertrand Russell, justamente quando a impressão deste volume estava se aproximando de sua conclusão." (Esta carta e a resposta de Frege são traduzidas em Jean van Heijenoort 1967.)
Solução proposta de Frege foi posteriormente demonstrada implicar que há um só objeto no universo do discurso e, portanto, não vale nada (na verdade, isso faria de uma contradição no sistema de Frege se tivesse axiomatizada a ideia, fundamental para a sua discussão, que o verdadeiro e o falso são objetos distintos, ver, por exemplo, Dummett 1973), mas o trabalho recente tem mostrado que grande parte do programa do Grundgesetze pode ser recuperado de outras maneiras:
- Lei Básica V pode ser enfraquecida de outras maneiras. A maneira mais conhecida é devido ao filósofo e matemático lógico George Boolos (1940-1996), que era um especialista na obra de Frege. A "conceito" F é "pequeno" os objetos abrangidos por  F não podem ser colocados em uma correspondência um-para-um com o universo do discurso, isto é, se: ∃ R [R é 1-para-1 e ∀ x ∃ y (xRy e Fy)]. Agora enfraquecer V para V *: um "conceito" F e um "conceito" G têm a "extensão" mesmo se e somente se nem G, nem F é pequena ou ∀ x (Fx ↔ Gx).  V* é consistente se a aritmética de segunda ordem é, e é suficiente para provar os axiomas da aritmética de segunda ordem.
- Lei Básica V pode simplesmente ser substituída com o Princípio de Hume, que diz que o número de Fs é o mesmo que o número de Gs se e somente se os Fs podem ser colocados em uma correspondência 1-pra-1 com os Gs. Este princípio, também é consistente se a aritmética de segunda ordem é, e é suficiente para provar os axiomas da aritmética de segunda ordem. Este resultado é chamado de Teorema de Frege, porque percebeu-se que na aritmética em desenvolvimento, o uso e da Lei Básica V de Frege é restrita a uma prova do Princípio de Hume; é a partir deste, por sua vez, que os princípios aritméticos são derivados.
- Lógica de Frege, agora conhecida como lógica de segunda ordem, pode ser enfraquecida à chamada lógica de segunda ordem predicativa. Lógica de segunda ordem predicativa mais Lei Básica V é comprovadamente consistente por métodos finitísticos ou construtivos, mas pode interpretar apenas fragmentos muito fracos da aritmética.

O trabalho de Frege na lógica tinha pouca atenção internacional até 1903, quando Russell escreveu um apêndice de The Principles of Mathematics, afirmando suas diferenças com Frege. A notação diagramática que Frege tinha usado não tinha antecedentes (e não teve imitadores desde então). Mais ainda, até Russell e Whitehead Principia Mathematica (3 vols.) aparecerem em 1910-1913, a abordagem dominante para a lógica matemática ainda era a de George Boole (1815-1864) e seus descendentes intelectuais, especialmente Ernst Schröder (1841-1902). As ideias lógicas de Frege, no entanto, espalharam-se através dos escritos de seu aluno Rudolf Carnap (1891-1970) e outros admiradores, particularmente Bertrand Russell e Ludwig Wittgenstein (1889-1951).

## Filósofo
Frege é um dos fundadores da filosofia analítica, principalmente por causa de suas contribuições à filosofia da linguagem, incluindo a:
- Função-argumento análise da proposição;
- Distinção entre conceito e objeto (Begriff und Gegenstand);
- Princípio da composicionalidade;
- Princípio do contexto;
- Distinção entre o sentido e referência (Sinn und Bedeutung) de nomes e outras expressões, dito às vezes envolvem uma teoria de referência mediada;

Deve ser mantido em mente que Frege foi empregado como um matemático, e não um filósofo, e publicou seus artigos filosóficos em revistas acadêmicas que muitas vezes eram de difícil acesso fora do mundo de língua alemã. Suas primeiras coleções de seus escritos apareceram apenas após a Segunda Guerra Mundial. Um volume de traduções em Inglês dos ensaios filosóficos de Frege apareceu pela primeira vez em 1952, editado por alunos de Wittgenstein, Peter Geach (nascido em 1916) e Preto Max (1909-1988), com o apoio bibliográfico de Wittgenstein (ver Geach, ed. 1975 Introdução). Apesar dos elogios generosos de Russell e Wittgenstein, Frege era pouco conhecido como filósofo durante sua vida. Suas ideias expandiram-se principalmente por aqueles que ele influenciou, como Russell, Wittgenstein e Carnap, e através do trabalho na lógica e semântica pelos lógicos poloneses.

## Personalidade
Frege foi descrito por seus alunos como uma pessoa extremamente introvertida, raramente entrando no diálogo, na maior parte de suas palestras de frente para o quadro negro, ser espirituoso e às vezes amargamente sarcástico.

## O quebra-cabeça de Frege
Em "Sobre o Sentido e a Referência" (1892) Frege apresenta um paradoxo envolvendo semântica e epistemologia, e também uma solução para este. O paradoxo envolve sinônimos e a possibilidade de uma pessoa desconhecer a relação de sinonímia.
Vejamos um exemplo. Os nomes "Cícero" e "Túlio" designam exatamente a mesma pessoa, o filósofo e orador romano autor de De Finibus. Todavia, as frases "Cícero é Cícero" e "Cícero é Túlio" não tem o mesmo valor cognitivo. "Cícero é Cícero" é uma frase desinteressante que simplesmente expressa a identidade de uma coisa consigo mesma (lei de Leibniz). "Cícero é Túlio", por outro lado, tem valor informativo. Uma pessoa que descobre que "Cícero" e "Túlio" designam a mesma coisa não está meramente descobrindo a relação de identidade que uma coisa tem consigo mesma, pois isso ela já sabia, ao menos implicitamente.
Mas, como podem as duas frases serem diferentes do ponto de vista informativo, visto que os nomes envolvidos designam a mesma coisa?
A solução proposta por Frege para o problema consiste em articular o significado dos designadores em dois elementos, o sentido (Sinn) e a referência (Bedeutung). (Essa posição de Frege foi um dos alvos de Saul Kripke em *Naming and Necessity*.)
Os nomes "Cícero" e "Túlio" têm a mesma referência, o filósofo romano. Mas não têm o mesmo sentido, ou valor cognitivo. É por isso que quem diz "Cícero é Túlio" não está dizendo algo trivial.
O assim chamado quebra-cabeça de Frege representa um dos desafios ao millianismo a respeito dos nomes: a posição segundo a qual a contribuição de um nome para o conteúdo das frases em que ocorrem é seu referente.